# Raison et Émotion
Pour plus de détails, voir Fiche technique et Distribution.
Raison et Émotion (Reason and Emotion) est un court métrage d'animation américain, à caractère de propagande, réalisé par Bill Roberts pour Walt Disney Productions, sorti le 27 août 1943.

## Synopsis
Le spectateur entre dans le cerveau d'un homme, il y trouve deux personnages assis l'un derrière l'autre comme si le cerveau était une voiture :
- Emotion, la partie émotionnelle de l'être humain, représentée sous la forme d'un homme des cavernes jouant l'enfant capricieux, situé à l'arrière.
- Raison, la partie raisonnée de l'être humain, représentée comme un employé moyen, portant des lunettes et un costume, assis à l'avant et tenant le volant.

L'homme croise alors une femme, ayant elle aussi un cerveau avec une version féminine d'Emotion et de Raison. Différentes conséquences de la prise de possession du "volant" par Emotion sont alors montrées, à la suite de la rencontre de cet homme et de cette femme. 
Ensuite, les conséquences de la propagande menée par Hitler et le Nazisme sont figurées par la mise dans un camp de concentration de Raison. Le film exhorte alors le spectateur de ne pas se laisser porter par ses émotions afin de gagner la guerre, par exemple en ne croyant pas les rumeurs ou en se croyant vaincus à la suite de la perte d'une bataille, tout en gardant une fierté émotionnelle pour son pays.

## Fiche technique
- Titre original : Reason and Emotion
- Titre français : Raison et Émotion
- Réalisateur : Bill Roberts
- Producteur : Walt Disney
- Voix : Frank Graham (narrateur et Raison)
- Animateur : Ollie Johnston, Ward Kimball
- Société de production : Walt Disney Productions
- Distributeur : RKO Radio Pictures
- Format d'image : Couleur (Technicolor[1])
- Son : Mono (RCA Sound System[1])
- Durée : 8 min
- Langue : (en)
- Pays de production :  États-Unis
- Dates de sortie : 27 août 1943[1],[2]

## Commentaires
Ce film est à la fois une initiation à la psychologie et une histoire moralisatrice, sur fond de propagande anti-nazie.
Il a été nommé pour l'Oscar du meilleur court métrage d'animation en 1944.
Le personnage masculin Emotion est une caricature de l'animateur Ward Kimball.